# Еталон А12210
Еталóн А12210 «Астра» — дванадцяти метровий низькопідлоговий автобус, що був випущений на Чернігівському автозаводі (ЧАЗ) наприкінці 2018 року, серійне виробництво моделі стартувало у 2019 році. Автобус розроблений на основі тролейбуса Еталон Т12110.
Місткість автобуса становить 98/102 пасажирів, у тому числі 30 сидячих. Автобус обладнано несучим кузовом вагонного компонування. Автобус оснащений двигуном Ashok Leyland Євро-5 потужністю 230 к.с. (700 Нм). Підвіска передніх коліс — незалежна пневматична, задніх — залежна, пневматична, мости — ZF. Електронна система управління пневмопідвіскою — може змінювати дорожній просвіт, підніматися і об'їжджати перешкоди. А при швидкості 5 км/год автоматично опускається, може також нахиляться на зупинках в бік тротуару — так звана система kneeling. Автобус має платформу для заїзду інвалідів.